# Frommer Stop
Frommer Stop je madžarska polavtomatska pištola iz obdobja pred prvo svetovno vojno. Od leta 1901 do 1912 jo je skozi različne prototipe razvijal Rudolf Frommer.
Obstajali sta dve različici, v kalibru 7,65 mm in 9 mm. Njuna naboja sta bila le močneje polnjeni enačici 7,65×17 Browning in 9×17 Browning.

## Uporabniki
- Avstro-Ogrska: Predvsem enote iz ogrskega (madžarskega) dela.
- Kraljevina Madžarska: Po razpadu Avstro-Ogrske je samostojna Madžarska nadaljevala s proizvodnjo in uporabo te pištole, pod nazivom 19.M in kasneje 39.M.

- Slovenski partizani: V uporabi 7,65 in 9-mm različica.[1]